# Okrajová úloha

Ukázka oblasti, na které je definována diferenciální rovnice a okraj oblasti, pro který je zadaná hodnota (nebo hodnoty) hledané funkce

Okrajová úloha je v matematice v oboru diferenciálních rovnic hledání takového řešení diferenciální rovnice, které vyhovuje okrajovým podmínkám (anglicky boundary conditions). Okrajové podmínky je sada dodatečných omezení, která udávají hodnotu hledané funkce v mezních bodech („okrajích“) nezávislé proměnné v rovnici.
Okrajové úlohy se objevují v mnoha odvětvích fyziky, takže se objevují v mnoha diferenciální rovnicích používaných ve fyzice. Jako okrajové úlohy se často formulují vlnové rovnice, například pro stanovení vlastních modů. Velkou třídou důležitých okrajových úloh jsou Sturmovy–Liouvilleovy problémy. Analýza těchto problémů využívá vlastních funkcí diferenciálních operátorů.
Aby bylo řešení použitelné v aplikacích, musí být okrajová úloha dobře zadaná. To znamená, že daný problém má jednoznačné řešení, které závisí spojitě na vstupu. Většina teoretických prací v oblasti parciálních diferenciálních rovnic je zasvěcena dokazování, že okrajové úlohy vznikající z vědeckých a inženýrských aplikací jsou dobře zadané.
K prvním okrajovým úlohám, které byly zkoumány, patří Dirichletův problém, hledání harmonických funkcí (které řeší Laplaceovu rovnici); řešení popisuje Dirichletův princip.

## Vysvětlení
Okrajová úloha se podobá počáteční úloze: zatímco okrajová úloha má podmínky zadané v mezních bodech („okrajích“) nezávislé proměnné v rovnici, počáteční úloha má podmínky zadané v jednom určitém bodě nezávislé proměnné (který je dolní mezí definičního oboru, odtud termín „počáteční“ hodnota).
Například jestliže nezávislou proměnnou je čas v intervalu ⟨0,1⟩, jsou v okrajové úloze zadány hodnoty {\displaystyle y(t)} v bodech {\displaystyle t=0} a {\displaystyle t=1}, zatímco v počáteční úloze jsou zadány hodnoty {\displaystyle y(t)} a {\displaystyle y'(t)} v čase {\displaystyle t=0}.
Okrajovou úlohou je například hledání teploty ve všech bodech ocelového profilu, jehož jeden konec je chlazen na absolutní nulu a druhý na teplotu tuhnutí vody.
Pokud je problém závislý na prostoru i čase, můžeme zadat hodnotu problému v daném bodě v libovolném čase nebo v daném čase pro libovolné místo.
Konkrétním příkladem okrajové úlohy (s jedním prostorovým rozměrem) je řešení rovnice
{\displaystyle y''(x)+y(x)=0\,}
jejímž řešením má být funkce {\displaystyle y(x)} s okrajovými podmínkami
{\displaystyle y(0)=0,\ y(\pi /2)=2.}
Obecné řešení této rovnice bez okrajových podmínek je
{\displaystyle y(x)=A\sin(x)+B\cos(x).\,}
Z okrajové podmínky {\displaystyle y(0)=0} dostáváme
{\displaystyle 0=A\cdot 0+B\cdot 1}
z čehož plyne, že {\displaystyle B=0.} Z okrajové podmínky {\displaystyle y(\pi /2)=2} dostáváme
{\displaystyle 2=A\cdot 1}
čili {\displaystyle A=2.} Vidíme, že stanovení okrajové podmínky nám dovolilo nalézt jednoznačné řešení, kterým je v tomto případě
{\displaystyle y(x)=2\sin(x).\,}

## Typy okrajových úloh

### Okrajové podmínky

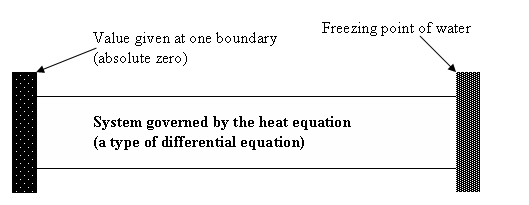
Hledání funkce, která popisuje teplotu tohoto idealizovaného dvourozměrného profilu je okrajová úloha s Dirichletovými okrajovými podmínkami. Každé řešení musí jak řešit rovnici tepla tak splňovat okrajové podmínky pro teplotu 0 K na levém okraji a teplotu 273,15 K na pravém okraji.

Okrajová podmínka, která určuje hodnotu neznámé funkce je Dirichletova okrajová podmínka neboli okrajová podmínka prvního typu. Pokud například jeden konec ocelového profilu je chlazen na absolutní nulu, pak hodnota problému musí být známa v tomto bodě prostoru.
Okrajová podmínka, která určuje hodnotu normálové derivace funkce je Neumannova okrajová podmínka neboli okrajová podmínka druhého typu. Pokud je například jeden konec ocelového profilu zahříván, pak by energie vzrůstala konstantní rychlostí, ale skutečná teplota by nebyla známá.
Pokud má hranice tvar křivky nebo povrchu, který určuje hodnota do normálové derivace a samotné proměnné, pak se jedná o Cauchyho okrajová podmínka.

#### Příklady
Souhrn okrajových podmínek pro neznámou funkci, {\displaystyle y}, konstanty {\displaystyle c_{0}} a {\displaystyle c_{1}} zadané okrajovými podmínkami a známé skalární funkce {\displaystyle f} zadané okrajovými podmínkami.
| Úloha        | Tvar na 1. části hranice                                                    | Tvar na 2. části hranice                                                    |
| ------------ | --------------------------------------------------------------------------- | --------------------------------------------------------------------------- |
| Dirichletova | {\displaystyle y=f}                                                         | {\displaystyle y=f}                                                         |
| Neumannova   | {\displaystyle {\partial y \over \partial n}=f}                             | {\displaystyle {\partial y \over \partial n}=f}                             |
| Robinova     | {\displaystyle c_{0}y+c_{1}{\partial y \over \partial n}=f}                 | {\displaystyle c_{0}y+c_{1}{\partial y \over \partial n}=f}                 |
| Smíšená      | {\displaystyle y=f}                                                         | {\displaystyle c_{0}y+c_{1}{\partial y \over \partial n}=f}                 |
| Cauchyho     | {\displaystyle y=f}, i {\displaystyle c_{0}{\partial y \over \partial n}=f} | {\displaystyle y=f}, i {\displaystyle c_{0}{\partial y \over \partial n}=f} |

### Diferenciální operátory
Okrajové úlohy lze vedle okrajových podmínek klasifikovat také podle typu použitého diferenciálního operátoru. Pro eliptický operátor mluvíme o eliptických okrajových úlohách. Pro hyperbolický operátor mluvíme o hyperbolických okrajových úlohách. Obě kategorie lze dále rozdělit na lineární a různé nelineární typy.

## Aplikace

### Elektromagnetický potenciál
Častou úlohou v elektrostatice je hledání funkce, která popisuje elektrický potenciál dané oblasti. Pokud oblast neobsahuje náboj, musí být potenciál řešením Laplaceovy rovnice (tak zvaná harmonická funkce). Okrajové podmínky v tomto případě jsou Podmínky rozhraní pro elektromagnetické pole. Pokud v oblasti není žádná proudová hustota, je možné podobným způsobem definovat magnetický skalární potenciál.